# 根津公一
根津 公一（ねづ こういち、昭和25年（1950年）5月16日 - ）は、日本の実業家。東京都出身。祖父は初代根津嘉一郎、父は二代目根津嘉一郎、東武鉄道現社長の根津嘉澄は実弟。

## 略歴
- 1969年3月 武蔵高等学校卒業
- 1973年3月 慶應義塾大学商学部卒業
- 1977年4月 学校法人根津育英会理事（現在）、同法人評議員（現在）
- 1999年1月 株式会社東武百貨店代表取締役社長
- 2000年1月 財団法人根津美術館館長（現在）
- 2000年4月 財団法人ファッション産業人材育成機構副理事長（現在）
- 2000年6月 学校法人根津育英会副理事長（2006年3月31日まで）
- 2002年5月 財団法人根津美術館理事長兼館長[2]（現在）
- 2003年?月 ガンプス・インターナショナル代表取締役会長
- 2004年5月 日本百貨店協会副会長
- 2004年5月 関東百貨店協会会長
- 2006年4月 学校法人根津育英会理事長(現在)
- 2010年6月 日本陶磁協会理事長[3](現在)
- 2013年4月 株式会社東武百貨店取締役会長[4]
- 2015年5月 株式会社東武百貨店名誉会長[2] [5]（現在）
- 2020年11月 旭日小綬章受章[6][7]

また、五島美術館、山種美術館、林原美術館、原美術館などの評議員も務める。